# Édison Vega
Édison Vega (n. Ibarra, Ecuador; 8 de marzo de 1990) es un futbolista ecuatoriano. Juega de centrocampista y su equipo actual es Delfín Sporting Club de la Serie A de Ecuador.

## Trayectoria
Imbabura S. C.
Vega se inicia en el fútbol profesional en 2007 cuando asciende a la Serie A con el Imbabura Sporting Club. El técnico era Wilson Armas que lo hace debutar en la mitad de la cancha, como volante de marca, convirtiéndose en figura en el cuadro «norteño» a pesar de la actualidad pobre del club en el torneo local.
Deportivo Quito
En 2012 el estratega Rubén Darío Insúa lo pide para el plantel azulgrana. En enero ficha por Sociedad Deportivo Quito.
Barcelona S. C.
En diciembre de 2014 ficha por Barcelona Sporting Club para así poder disputar la Copa Libertadores 2015.
Liga Deportiva Universitaria
Para la temporada 2016 luego de una campaña irregular en Barcelona ficha por Liga Deportiva Universitaria hasta finales de la campaña 2020. Con los albos consiguió en total tres títulos, la Serie A en 2018, la Copa Ecuador en 2019 y la Supercopa de Ecuador en 2020.
Aucas
En marzo de 2021 firma con Sociedad Deportiva Aucas para disputar la Copa Sudamericana y la LigaPro Serie A. Fue parte del equipo campeón de la Serie A en 2022, anotó el único gol en la llave disputada a doble partido, marcó el único gol con el que Aucas derrotó a Barcelona en el estadio Monumental Isidro Romero Carbo de Guayaquil y con el empate 0-0 en la vuelta, logró el primer título de Serie A en la historia de Aucas.

## Estadísticas

### Clubes
Actualizado al último partido disputado el 15 de agosto de 2025.
| Ibarra F. C. · Ecuador                 | 3.ª                 | 2005                | 21  | 0  | —  | — | —  | — | 21  | 0  |
| Ibarra F. C. · Ecuador                 | 3.ª                 | 2006                | 11  | 0  | —  | — | —  | — | 11  | 0  |
| Ibarra F. C. · Ecuador                 | Total club          | Total club          | 32  | 0  | 0  | 0 | 0  | 0 | 32  | 0  |
| Imbabura S. C. · Ecuador               | 1.ª                 | 2007                | 4   | 0  | —  | — | —  | — | 4   | 0  |
| Imbabura S. C. · Ecuador               | 2.ª                 | 2008                | 25  | 1  | —  | — | —  | — | 25  | 1  |
| Imbabura S. C. · Ecuador               | 2.ª                 | 2009                | 35  | 1  | —  | — | —  | — | 35  | 1  |
| Imbabura S. C. · Ecuador               | 2.ª                 | 2010                | 42  | 5  | —  | — | —  | — | 42  | 5  |
| Imbabura S. C. · Ecuador               | 1.ª                 | 2011                | 43  | 3  | —  | — | —  | — | 43  | 3  |
| Imbabura S. C. · Ecuador               | Total club          | Total club          | 149 | 10 | 0  | 0 | 0  | 0 | 149 | 10 |
| Deportivo Quito · Ecuador              | 1.ª                 | 2012                | 24  | 0  | —  | — | 2  | 0 | 26  | 0  |
| Deportivo Quito · Ecuador              | 1.ª                 | 2013                | 42  | 0  | —  | — | —  | — | 42  | 0  |
| Deportivo Quito · Ecuador              | 1.ª                 | 2014                | 39  | 1  | —  | — | 2  | 0 | 41  | 1  |
| Deportivo Quito · Ecuador              | Total club          | Total club          | 105 | 1  | 0  | 0 | 4  | 0 | 109 | 1  |
| Barcelona S. C. · Ecuador              | 1.ª                 | 2015                | 36  | 1  | —  | — | 6  | 0 | 42  | 1  |
| Barcelona S. C. · Ecuador              | Total club          | Total club          | 36  | 1  | 0  | 0 | 6  | 0 | 42  | 1  |
| Liga Deportiva Universitaria · Ecuador | 1.ª                 | 2016                | 33  | 0  | —  | — | 6  | 0 | 39  | 0  |
| Liga Deportiva Universitaria · Ecuador | 1.ª                 | 2017                | 39  | 2  | —  | — | 6  | 0 | 45  | 2  |
| Liga Deportiva Universitaria · Ecuador | 1.ª                 | 2018                | 32  | 0  | —  | — | 4  | 0 | 36  | 0  |
| Liga Deportiva Universitaria · Ecuador | 1.ª                 | 2019                | 23  | 0  | 6  | 0 | 8  | 0 | 37  | 0  |
| Liga Deportiva Universitaria · Ecuador | 1.ª                 | 2020                | 15  | 0  | 1  | 0 | 3  | 0 | 19  | 0  |
| Liga Deportiva Universitaria · Ecuador | Total club          | Total club          | 142 | 2  | 7  | 0 | 27 | 0 | 176 | 2  |
| Aucas · Ecuador                        | 1.ª                 | 2021                | 20  | 0  | —  | — | 6  | 1 | 26  | 1  |
| Aucas · Ecuador                        | 1.ª                 | 2022                | 25  | 1  | 2  | 0 | —  | — | 27  | 1  |
| Aucas · Ecuador                        | 1.ª                 | 2023                | 25  | 0  | 1  | 0 | 6  | 0 | 32  | 0  |
| Aucas · Ecuador                        | 1.ª                 | 2024                | 14  | 0  | 1  | 0 | 0  | 0 | 15  | 0  |
| Aucas · Ecuador                        | Total club          | Total club          | 84  | 1  | 4  | 0 | 12 | 1 | 100 | 2  |
| Técnico Universitario · Ecuador        | 1.ª                 | 2024                | 7   | 0  | 0  | 0 | —  | — | 7   | 0  |
| Técnico Universitario · Ecuador        | Total club          | Total club          | 7   | 0  | 0  | 0 | 0  | 0 | 7   | 0  |
| Delfín S. C. · Ecuador                 | 1.ª                 | 2025                | 22  | 0  | 0  | 0 | —  | — | 22  | 0  |
| Delfín S. C. · Ecuador                 | Total club          | Total club          | 22  | 0  | 0  | 0 | 0  | 0 | 22  | 0  |
| Total en su carrera                    | Total en su carrera | Total en su carrera | 577 | 15 | 11 | 0 | 49 | 1 | 637 | 16 |
| 1. 2.                                  |                     |                     |     |    |    |   |    |   |     |    |

## Palmarés

### Campeonatos nacionales
| Título               | Club                         | País    | Año     |
| -------------------- | ---------------------------- | ------- | ------- |
| Serie A de Ecuador   | Liga Deportiva Universitaria | Ecuador | 2018    |
| Copa Ecuador         | Liga Deportiva Universitaria | Ecuador | 2018-19 |
| Supercopa de Ecuador | Liga Deportiva Universitaria | Ecuador | 2020    |
| Serie A de Ecuador   | Aucas                        | Ecuador | 2022    |

### Distinciones individuales
| Distinción                                                   | Año  |
| ------------------------------------------------------------ | ---- |
| Incluido en el 11 ideal del Campeonato Ecuatoriano de Fútbol | 2013 |